# Behenjy
Behenjy est une commune rurale malgache, située dans la partie sud-est de la région de Vakinankaratra.
Son territoire fait partie du District d'Ambatolampy.

## Économie
Behenjy est connue comme étant la « capitale du foie gras malgache » puisqu'elle assure l'essentiel de la production du pays et qui fait vivre plus de 70 % de la population. 
La ville est également réputée pour son artisanat.